# Bajory Wielkie
Bajory Wielkie (niem. Groß Bajohren, 1938–1945 Großblankenfelde) – wieś w Polsce położona w województwie warmińsko-mazurskim, w powiecie kętrzyńskim, w gminie Srokowo. W latach 1975–1998 miejscowość administracyjnie należała do województwa olsztyńskiego.
Bajory Wielkie są wsią sołecką. Do sołectwa Bajory Wielkie należą wsie: Bajorki, Bajorski Gaj, Bajory Wielkie, Bajory Małe, Brzeźnica, Goszczewo i Kałki.
Wieś położona jest przy drodze z Bajor Małych do Brzeźnicy.

## Historia
Wieś lokował 10 czerwca 1400 marszałek zakonu Werner von Thetingen na 60 włókach. Była to wieś chłopska założona na prawie chełmińskim z 15 latami wolnizny. W akcie lokacyjnym wsi przewidziano 4 włóki na uposażenie parafii i obowiązek wystawiania dwóch służb rycerskich. Parafia tu jednak nie powstała. Pierwotnymi lokatorami wsi było rodzeństwo Wittegandów. W 1437 jako właściciel wsi o 60 włókach z obowiązkiem wystawiania dwóch służb rycerskich wymieniony był Mateusz Bayer. W 1616 w Bajorach wymieniana była karczma, której właścicielem był Wittegand.
W latach 1708–1711 na epidemię dżumy zmarło tu 200 osób.
Mieszkańcy: w roku 1933 – 335 osób, w 1939 – 325.
W 1938 podczas akcji germanizacyjnej nazw miejscowych i fizjograficznych historyczna nazwa niemiecka Groß Bajohren została przez administrację nazistowską zastąpiona sztuczną formą Großblankenfelde.
W latach 1954–1959 wieś była siedzibą gromady Bajory Wielkie.